# Јамно
Јамно (пољ. Jamno) познато је и под називом Гамел (пољски - Gamel) је приобално језеро у Пољској. Налази се на Словињском приобаљу у војводству Западно Поморје. Језеро је у пре било залив у Балтичком мору, али временом се одвојило од мора. Површина језера је 2240 ha (девето по величини у Пољској), а дубина долази до 3,9. Језеро је дугачко 10 km а широко 3,4 km. Средња дубина језера је 1,5 m. Обална линија је слабо развијена, обале су ниске. Обала језера износи 29 km. Околина језера Јамно и суседног језера Буково је заштићена. У језеро се улива неколико речица и потока. Језеро је веома богато рибом и на њему се сваке године одржавају риболовачка такмичења.